# Prigione

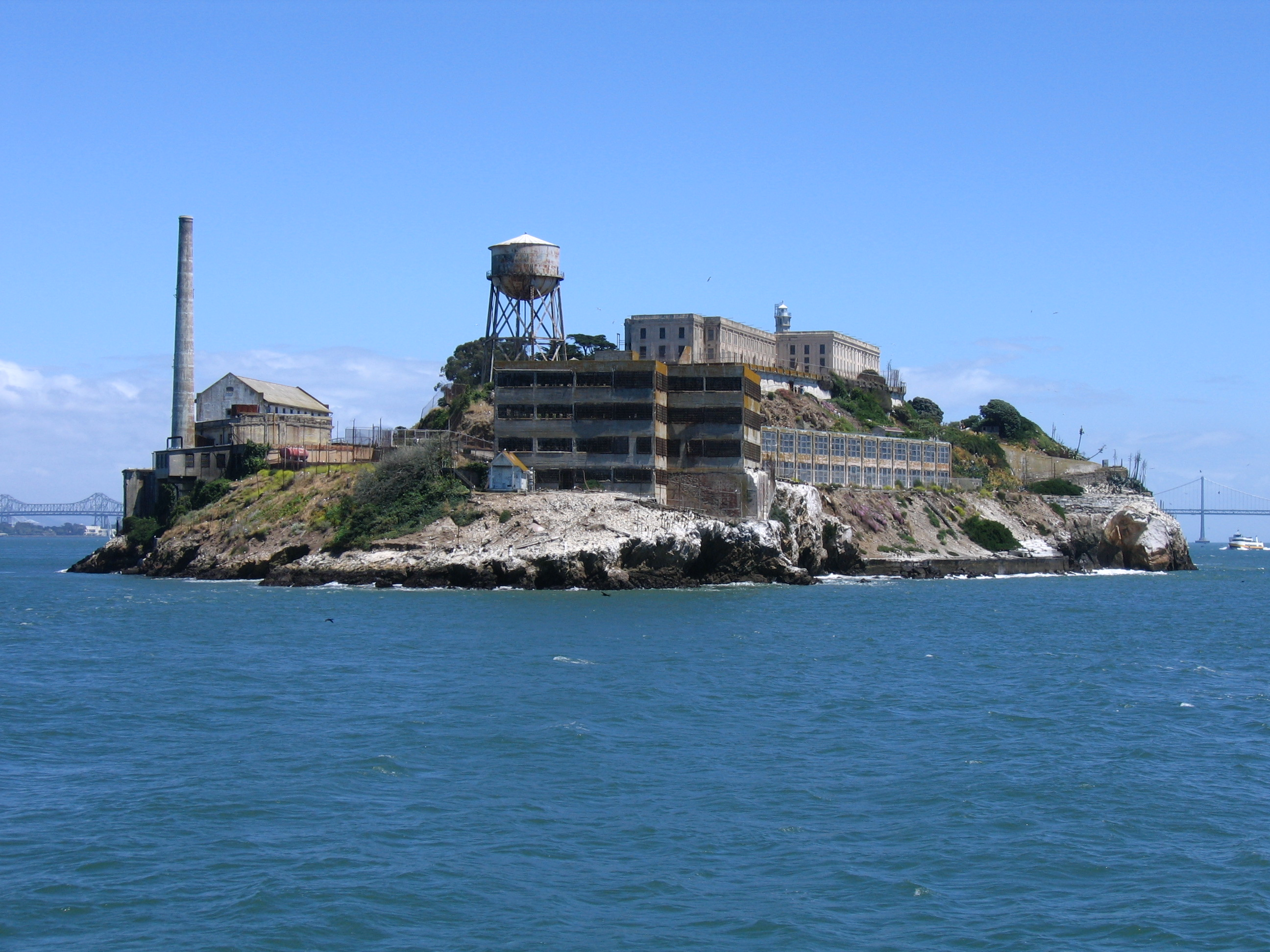
Il penitenziario di massima sicurezza di Alcatraz, negli Stati Uniti.

La prigione (anche detta carcere, casa circondariale, penitenziario, galera o, in modo dispregiativo, gattabuia) è un luogo, generalmente sotto l'amministrazione diretta di uno Stato, in cui sono reclusi individui resi privi di libertà personale in quanto riconosciuti colpevoli di reati, per i quali sia prevista una pena detentiva.
Negli Stati di diritto la detenzione ha luogo normalmente solo per irrogazione di tale pena a seguito di un processo; alcuni soggetti possono essere rinchiusi nel luogo di detenzione anche per cause diverse, come ad esempio la cosiddetta custodia cautelare.

## Storia

### Età antica
Le prigioni nacquero verosimilmente al sorgere della civile convivenza nelle società umane organizzate e svolsero inizialmente la funzione di allontanare dalla vita attiva e separare dalla comunità quei soggetti che il potere dominante considerava minacciosi per sé e/o nocivi alla comunità stessa. Ne troviamo per esempio menzione nella Bibbia in Gn 39,7, quando Giuseppe, figlio di Giacobbe, fu arrestato dai fratelli e calato in una cisterna in attesa di essere venduto come schiavo. Le prime notizie di una certa precisione risalgono a fatti contenuti nella Bibbia, nella Grecia antica e nella civiltà romana. Dell'antica Grecia funzionava il sofronistero dove erano rinchiusi i minorenni traviati, e il pritaneo dove fu rinchiuso Socrate, trenta giorni prima di ingoiare la cicuta.
Presso i greci e i romani le prigioni erano composte da ambienti in cui i prigionieri erano protetti da un semplice vestibolo, nel quale, in taluni casi, avevano la libertà di incontrare parenti e amici, anche al fine di fare versare un risarcimento alla vittima, che poteva portare a una cancellazione o mitigazione della pena. Il carcere, comunque, non veniva mai preso in considerazione come misura punitiva, in quanto esso serviva in linea di principio ad continendos homines, non ad puniendos. Nel diritto romano il carcere era considerato un mezzo di reclusione preventiva in attesa della pena capitale o corporale; non esisteva quindi l'ergastolo. Tra le prigioni romane più celebri si ricorda il carcere Mamertino che era riservato a coloro che si macchiavano di reati contro lo Stato, dove furono relegati tra gli altri gli apostoli Pietro e Paolo prima del martirio.

### Medioevo
I regni romano-barbarici introdussero la faida che autorizzava direttamente la vittima a rivalersi in qualsiasi misura sull'aggressore, anche nel senso che un guerriero forte e combattivo aveva sempre ragione. Nel sistema feudale alla vendetta privata si sostituì la composizione pubblica; giudice era il feudatario con dominio sul territorio. A poco a poco al feudatario si sostituì il potere prima comunale e poi del re; la carcerazione riapparve quindi prima di tutto come luogo di segregazione degli oppositori del monarca. Il senso era che, salvo che in casi eclatanti in cui era ritenuta opportuna una punizione esemplare, il re non voleva giustificare in un processo una carcerazione che tutti sapevano essere dettata solo da motivi politici.
Il principio secondo il quale la pena deve essere espiata nelle carceri risale probabilmente all'ordinamento di diritto canonico, che prevedeva il ricorso all'afflizione del corpo per i chierici e per i laici che avessero peccato e commesso reati sulla base del principio che la Chiesa non ammetteva le cosiddette pene di sangue, se non nei casi ritenuti più gravi, cioè eresia e stregoneria, ossia alleanza con il demonio.

### Età moderna
Più tardi, con l'istituzione dell'inquisizione ecclesiastica fu introdotto il carcere a vita come strumento di espiazione morale della pena, ferma restando la possibilità della pena di morte per i reati ritenuti più gravi. A Roma fu costruito nel 1647 il Palazzo delle Prigioni (tuttora visibile) Non mancarono, tuttavia, fecondi esempi di apostolato: Vincenzo de' Paoli (1581-1660), il quale fondò l'ordine delle Figlie della Carità, benemerite dell'assistenza, oppure Giuseppe Cafasso (1811-1860) che, per avere speso tutta la sua vita in favore dei detenuti, è stato assunto a patrono dei carcerati.
Il movimento illuminista, seguendo il filone rivoluzionario e grazie a esponenti come Immanuel Kant (1724-1804), Cesare Beccaria (1738-1794) e Gaetano Filangieri (1753-1788), elaborò un nuovo sistema carcerario basato su principi morali, il libero arbitrio, l'integrità fisica e morale, l'istruzione e il lavoro. La pena, intesa come castigo e dolore, è volta a contrastare non più l'uomo ma il delitto come entità avulsa dal proprio autore. A causa degli austriaci fu edificato a Milano nel 1764 un carcere di tipo cellulare che si basava sull'isolamento dei detenuti.
Con l'avvento della scuola positiva che si proponeva non solo lo studio del delitto in sé, ma anche e principalmente dell'uomo delinquente, furono pubblicati i dati sperimentali di eminenti antropologi quali Cesare Lombroso (1835-1909), Enrico Ferri (1856-1929) ed Enrico Pessina (1828-1916).
In epoca moderna in Francia e in Inghilterra si fece grande uso dei prigionieri come lavoratori forzati nelle colonie. Essi venivano in un primo momento venduti ai coloni come schiavi per un periodo (da 10 a 17 anni); quando i coloni sostituirono i detenuti con gli schiavi neri, meno costosi e più abbondanti, i detenuti vennero venduti come schiavi di stato per l'esecuzione di opere pubbliche in luoghi impervi. Cessato il principio della schiavitù e ridottosi molto l'uso della pena di morte i detenuti furono ammassati in isole, prima in lontane zone coloniali, poi in isole della madrepatria (famosissime Cayenna in Francia, Alcatraz negli USA e, in Italia, Asinara, Pianosa, Ventotene, ecc.) sino a quando nuove concezioni umanitarie e l'ostilità del personale di guardia verso tali sistemazioni non indussero a legare le prigioni al territorio.

### Età contemporanea

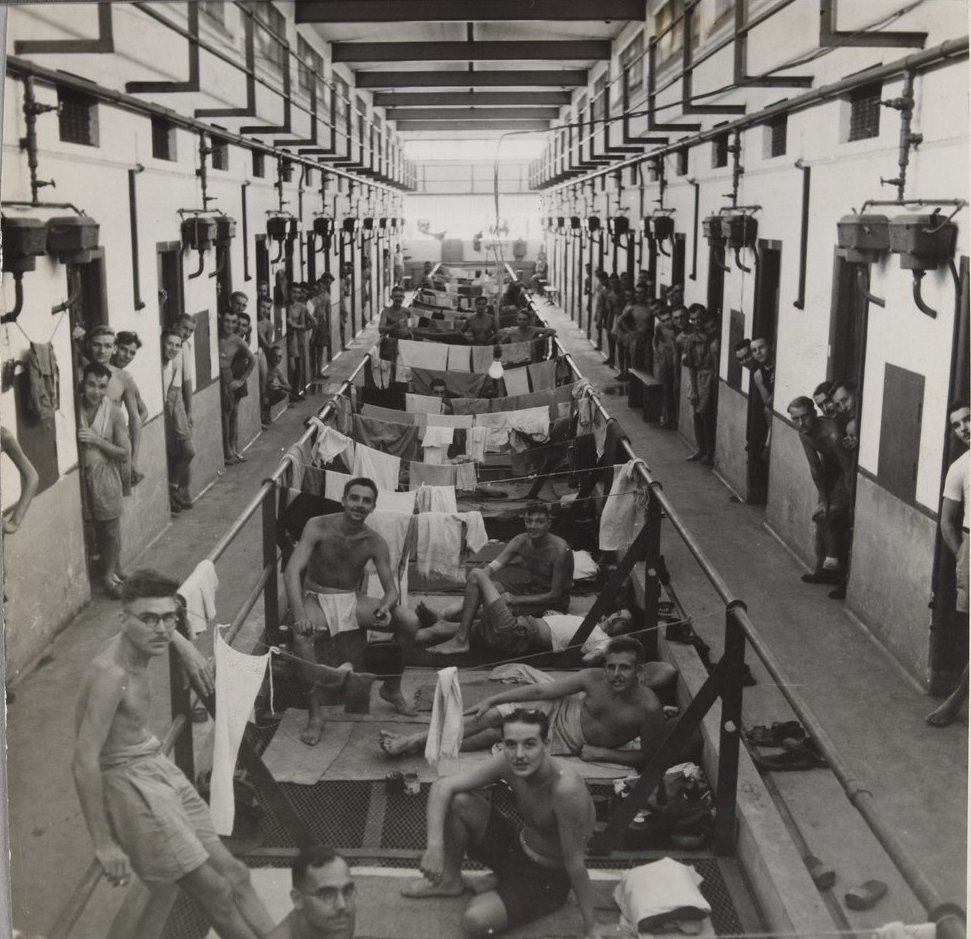
Prigionieri britannici poco dopo la liberazione dalla prigione di Changi dopo la battaglia di Singapore.

Dagli anni 1980 si è ha progressivamente abbandonata la prigione (e la multa) come uniche sanzione per la violazione delle leggi penali. Sono state introdotte un po' alla volta una serie di pene alternative alla prigione come la detenzione domiciliare, l'affidamento in prova al servizio sociale, e il lavoro volontario di pubblica utilità.
Sin da allora l'Italia ha provveduto a depenalizzare una serie di fattispecie di reati minori, trasformandoli in illeciti amministrativi puniti solo con un'ammenda, anche se d'altro lato provvedeva sia a inasprimenti di pene per alcuni reati di particolare allarme sociale (mafia, favoreggiamento dell'immigrazione clandestina, stupro, evasione, ecc.) sia a istituire nuovi reati (atti persecutori, scambio elettorale politico-mafioso, nuove ipotesi di evasione fiscale, ecc.). Inoltre, è stata limitata la possibilità di fruire dei benefici delle pene alternative ad alcuni reati (associazione di tipo mafioso, stupro di gruppo o di minore, estorsione, recidivi, ecc.) ed è stata creata una normativa di particolare rigore per detenuti che facciano parte del crimine organizzato, come per esempio il regime previsto dall'articolo 41-bis dell'ordinamento penitenziario italiano.

## Caratteristiche del termine
Il termine carcere o prigione indica, nell'uso corrente, sia il luogo dove deve viene eseguita una pena, sia una particolare tipologia edilizia destinata all'esecuzione della pena stessa.
Nella terminologia tecnico-giuridica spesso si usano solo i termini carcere e istituto, abbreviazione di istituto di pena. Per definire la condizione di un condannato o di una persona comunque trattenuta si usa il termine detenuto, talvolta con la specificazione intramurario, se all'interno di un carcere, o extramurario se fuori dal carcere, per esempio per una pena alternativa. Si parla altresì di periodo intramurario ed extramurario o di trattamento intramurario o extramurario. Altre espressioni, anche relative alla pena, meno comunemente usate, sono bagno penale, segrete, reclusione, ai lavori forzati e, con tono colloquiale, andare al fresco e in gattabuia.
Il termine prigione deriva dal latino prehensio, che indica l'azione di prendere nel senso di catturare.
Il termine carcere secondo alcuni deriverebbe dal latino coercere (cioè costringere), secondo altri dall'aramaico carcar che significa «tumulare»,riferendosi alla prassi di trattenere i prigionieri in cisterne sotterranee allo scopo di una più facile vigilanza: a questo fa riferimento anche l'episodio biblico di Giuseppe, usanza ripresa in epoca medioevale con i locali allora definiti segrete.
Il primo significato di carcere fu quello di "recinto" e, più propriamente al plurale, delle sbarre del circo, dalle quali erompevano i carri partecipanti alle corse; solo in un secondo tempo, assunse quello di prigione, intesa come costrizione o comunque luogo in cui rinchiudere soggetti privati della libertà personale.

## Espressioni alternative
Spesso nel linguaggio comune vengono utilizzati diversi termini e/o locuzioni per riferirsi al concetto di carcere.
- galera deriva dalla pena inflitta al prigioniero in epoca antica (sino al XVIII secolo), costretto a remare nelle galee o galere, navi in legno spinte dalla forza delle braccia sui remi, prevalentemente a uso militare;
- bagno penale deriva dalla conversione dei bagni pubblici di Costantinopoli in prigione nel XVI secolo, termine poi in uso a fine Ottocento per alcuni istituti penitenziari. I bagni penali furono regolamentati in Italia con Regio Decreto 19 settembre 1860, denominazione poi soppressa con il Regio Decreto 6 marzo 1890 n. 6829;
- segrete è relativo alle prigioni dei castelli medievali, in luoghi reconditi, spesso sotterranei;
- gattabuia si riferiva alla scarsa illuminazione, per la presenza solo di feritoie e non finestre vere e proprie, allo scopo di impedire evasioni o perché locali sotterranei o fortezze dotate di feritoie e non di finestre;
- l'espressione al fresco si riferisce alla mancanza o alla scarsità di riscaldamento.

## Nel mondo

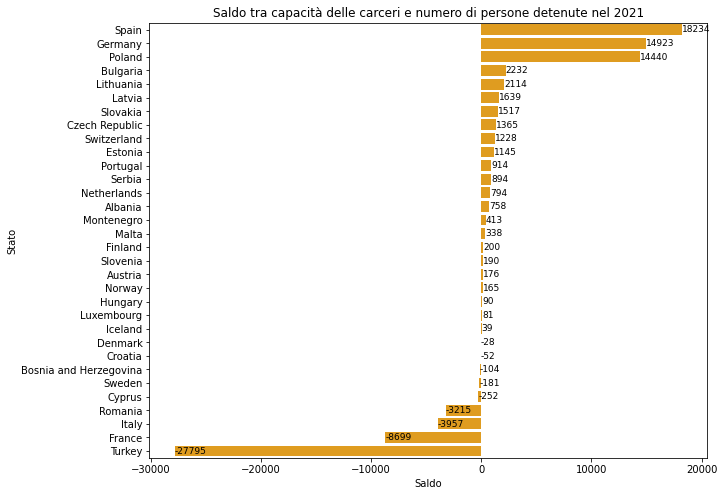
Le carceri di Turchia, Francia, Italia, Cipro e Romania risultano molto sovraffollate. Fonte : [https://ec.europa.eu/eurostat/databrowser/product/page/crim_pris_cap Eurostat

### Cina
Il Comitato centrale del Partito Comunista Cinese ha approvato la graduale abolizione dei campi di lavoro coatto e la riduzione del numero dei reati per cui è prevista la pena di morte.

### Italia
Nell'ordinamento penitenziario italiano una circolare del Dipartimento dell'amministrazione penitenziaria del 14 luglio 2013 ha innovato, rispetto alla tradizione di confinamento in cella del detenuto lungo tutto l'arco della giornata, introducendo la “sorveglianza dinamica”: si tratta dell’apertura delle celle per almeno 8 ore al giorno, adeguando il regime detentivo italiano a quello dei penitenziari anglosassoni ove l'institution lockdown è un'eccezione che opera solo nell'imminenza di rivolte carcerarie o nelle analoghe situazioni di pericolo. Il Garante dei detenuti Mauro Palma ha in proposito sostenuto che "le regole penitenziarie europee adottate dai Governi chiariscono che una persona, qualunque sia il regime di detenzione, deve stare almeno 8 ore fuori dalla cella".

### Germania
I penitenziari si suddividono in:
- Regolari (Regelvollzug), per colpevoli di reati già condannati in precedenza ad almeno tre mesi di privazione della libertà.
- Prima incarcerazione (Erstvollzug), per colpevoli di reati i quali non siano recidivi.
- Imputazione (Untersuchungshaft), anche chiamati U-haft, per persone in attesa di giudizio ma per le quali sussistano particolari condizioni per cui, nonostante siano considerati ancora non colpevoli, la legge ne preveda la carcerazione preventiva.

### Stati Uniti d'America
Le carceri negli USA sono statali e federali; nel primo caso sono gestite direttamente da ogni singolo Stato federato degli Stati Uniti d'America oppure da imprese private, fenomeno incrementato soprattutto a partire dal 1984 durante la presidenza di Ronald Reagan con l'approvazione del Comprehensive Crime Control Act, e sono state più volte al centro di casi e polemiche legate all'uso di violenza che le guardie adotterebbero nei confronti dei detenuti.
Riguardo agli istituti federali ove si può esser rinchiusi per aver commesso reati di rilevanza federale, il Federal Bureau of Prisons è l'agenzia federale governativa, dipendente dal Dipartimento di Giustizia degli Stati Uniti, responsabile dell'assistenza, della custodia e del controllo delle persone incarcerate nei penitenziari federali. Sebbene lo United States Marshals Service si occupi del trasferimento dei detenuti, in vari Stati spesso accade che società private possano essere incaricate di trasportare i prigionieri da una giurisdizione all'altra negli Stati Uniti. La principale è la Prisoner Transportation Services, con sede a Nashville.
La popolazione carceraria negli Stati Uniti d'America è inoltre la più numerosa al mondo.

### Svezia
Nel paese sono state prese diverse misure al fine di ridurre la detenzione carceraria, in favore dell'applicazione di pene alternative. Nel 2013 il governo svedese ha chiuso quattro carceri grazie al successo dell'adozione di tali sanzioni.

## Dati statistici
Gli Stati del mondo con il numero maggiore di detenuti in rapporto alla popolazione residente sono gli Stati Uniti d'America, seguiti dalla Cina; nell'Unione europea, rispetto alla popolazione residente, la Lettonia ha il numero maggiore di detenuti, mentre la Norvegia ne ha il minore. Ci sono poi casi particolari come la Città del Vaticano, che non ha nessun detenuto.
In generale in Europa il rapporto tra numero dei detenuti e popolazione residente è di poco maggiore che in Italia; è però molto maggiore, anche il numero dei posti nelle prigioni, come maggiore è generalmente il ricorso al lavoro in carcere, alle misure alternative alla detenzione.
Il principale progetto internazionale che si occupa di fornire dati statistici su tutti i sistemi carcerari del mondo è il World Prison Brief, del Birkbeck College dell'Università di Londra.

## Prigione privata
Una prigione privata, o prigione a scopo di lucro, è un luogo in cui le persone vengono imprigionate da una terza parte che è incaricata da un'agenzia governativa. Le società di prigioni private in genere stipulano accordi contrattuali con i governi che mettono in carcere i prigionieri e poi pagano una tariffa giornaliera o mensile, sia per ogni prigioniero nella struttura, sia per ogni posto disponibile, occupato o meno. Tali contratti possono riguardare solo la gestione di una struttura carceraria oppure la progettazione, la costruzione e la gestione di essa.